# Wilhelm Wengler
Wilhelm Wengler (* 12. Juni 1907 in Wiesbaden; † 31. Juli 1995 in Berlin) war ein deutscher Rechtswissenschaftler und Professor an der Freien Universität Berlin.

## Leben
Wilhelm Wengler stammte aus einer Nichtakademikerfamilie, sein gleichnamiger Vater (* 1870) war Bademeister und engagierte sich als Gewerkschaftsmitglied. Nach der Zerschlagung des ADGB 1933 trat er zur nationalsozialistischen Deutschen Arbeitsfront über. Wenglers abweichendes Herkunftsmilieu prägte sein Verhältnis zum weit überwiegend bürgerlich geprägten juristischen Nachwuchs seiner Altersgruppe, mit dem er in Ausbildung und Berufspraxis zusammenkam, und dürfte nach Einschätzung Felix Langes auch seine Neigung zu Widerspruch und Auflehnung beeinflusst haben. Wengler studierte Rechtswissenschaften an der Universität Frankfurt am Main und promovierte dort als Schüler von Hans Lewald im Jahre 1931 sowohl zum Dr. iur. als auch zum Dr. rer. pol. Sein Referendariat verbrachte er in Berlin. Bei der für Rechtsreferendare in der NS-Zeit verpflichtenden achtwöchigen politischen Schulung im Jüterboger Gemeinschaftslager „Hanns Kerrl“ erhielt er 1935 ein sehr schlechtes Zeugnis, das ihn als „soldatisch völlig unbrauchbar und ohne jede männliche Festigkeit“ beschrieb und in dem er als ideologisch unzuverlässig und charakterlich ungeeignet für den Staatsdienst beurteilt wurde.
In den Jahren 1933–34 war er Assistent, ab 1935 nach seinem Zweiten Staatsexamen Referent mit je einer halben Stelle am Kaiser-Wilhelm-Institut für ausländisches und internationales Privatrecht (unter Ernst Rabel) sowie in dessen Schwesterinstitut für ausländisches öffentliches Recht und Völkerrecht (unter Viktor Bruns), die beide im Berliner Stadtschloss untergebracht waren. Nachdem er sich zunächst mit grundsätzlichen Fragen des Internationalen Privatrechts (IPR) beschäftigte, konzentrierte er sich auf Anraten von Bruns ab 1936 zunehmend auf das Kolonialrecht und wurde ein anerkannter Experte für die Rechtsvergleichung der international praktizierten kolonialen Rechtssysteme. Wengler wurde bis zu dessen Auflösung 1943 Forschungsreferent des Kolonialpolitischen Amtes der NSDAP und war als Berater an mehreren Gesetzesentwürfen beteiligt, die den rechtlichen Rahmen für die Verwaltung künftiger deutscher Kolonien festlegen sollten.
Ein für Wengler ins Auge gefasster Lehrauftrag an der Universität München scheiterte 1937 am Einspruch des Wissenschaftsministeriums, das bei der Prüfung der Personalie auf den negativen Vermerk aus dem Gemeinschaftslager gestoßen war. Seine außeruniversitären Forschungen bei der Kaiser-Wilhelm-Gesellschaft konnte er aufgrund der Protektion durch Bruns dennoch fortsetzen. Allerdings überwarf er sich nachhaltig mit fast allen Mitarbeitern des Kaiser-Wilhelm-Instituts für IPR und insbesondere mit dessen neuem Direktor Ernst Heymann, der als Nachfolger des verdrängten und 1939 emigrierten, jüdischstämmigen Rechtsgelehrten Ernst Rabel ab 1937 die Neuausrichtung des Instituts im Sinne einer „völkischen Profilierung“ vorantrieb. Obwohl Heymann die Zusammenarbeit mit Wengler verweigerte, konnte dieser seine halbe Stelle bei dem Institut allerdings wiederum auf Fürsprache von Bruns behalten.
Wenngleich Wengler die kolonialpolitischen Planungen der NSDAP als Sachverständiger mitentwickelte und sich auch an den Diskussionen im Kolonialausschuss der nationalsozialistischen Akademie für Deutsches Recht beteiligte, fiel er bisweilen durch eine gewisse Distanz zu den radikalsten völkisch-rassistischen Positionen der nationalsozialistischen Kolonialbefürworter auf und wurde dafür im Kolonialausschuss auch kritisiert. So befürwortete er die Beteiligung einer gut ausgebildeten einheimischen Elite an Verwaltung und Regierung der hypothetischen Kolonien, die von den deutschen Kolonisatoren bevorzugt behandelt und ihnen in gewissem Umfang gleichgestellt werden könnte, was die Nationalsozialisten aus rassischen Gründen strikt ablehnten. Dennoch betrachtete ihn die NSDAP als wertvollen Mitarbeiter. Die Partei verdoppelte 1941 seine Bezüge als Forschungsreferent und plante ausweislich eines Gutachtens der NSDAP-Parteikanzlei einen Lehrauftrag für Kolonialrecht an der Auslandswissenschaftlichen Fakultät der Universität Berlin für ihn einzurichten. Da die weitgehend illusorischen Kolonialbestrebungen bei den maßgeblichen Parteiführern auf wenig Interesse stießen und durch den Kriegsverlauf immer unrealistischer wurden, kam es dazu allerdings nicht mehr und Wengler verlor mit der Auflösung des kolonialpolitischen Parteiamtes 1943 auch seine Stellung als Forschungsreferent.
Obwohl er weiterhin Mittel für kolonialrechtliche Forschungsvorhaben einwerben konnte, war er ab 1942 überwiegend mit der kriegsvölkerrechtlichen Beratung der deutschen Wehrmacht befasst. Im Rahmen der Zusammenarbeit des Kaiser-Wilhelm-Instituts für Völkerrecht mit den Rechtsabteilungen des Oberkommandos der Wehrmacht (OKW) und der Kriegsmarine fungierte Wilhelm Wengler im Zweiten Weltkrieg als engster Mitarbeiter von Helmuth James Graf von Moltke, der die Rechtsberatung des OKW im Amt Ausland/Abwehr koordinierte.
Im Sommer 1942 oder 1943 erhielt Wengler in seiner Dienststelle im Berliner Schloss einen Besuch des niederländischen SS-Obersturmbannführers Johan Bastiaan van Heutsz (1882–1945), einem Sohn des niederländischen Kolonialpolitikers und früheren Generalgouverneurs von Niederländisch-Indien Jo van Heutsz (1851–1924), der als Truppenarzt der Waffen-SS mit der 5. SS-Panzer-Division „Wiking“ in Russland für das Deutsche Reich kämpfte.
Nach seiner Festnahme durch die Gestapo wurde Wengler im Februar 1944 durch die Kaiser-Wilhelm-Gesellschaft fristlos entlassen.
Nach dem Krieg habilitierte sich Wengler im Jahre 1948 an der Humboldt-Universität zu Berlin. Von 1949 an war er ordentlicher Professor für internationales und ausländisches Recht, Rechtsvergleichung und allgemeine Rechtslehre an der Freien Universität Berlin und von 1950 bis zu seiner Emeritierung im Jahre 1975 Direktor des dortigen Instituts für Internationales und Ausländisches Recht und Rechtsvergleichung. Die hervorragende Bibliothek dieses Instituts, die er aufbaute, galt als die beste Rechtsbibliothek ihrer Art in Europa.

## Werk
Wengler forschte und publizierte auf einer Reihe von Teilgebieten, namentlich dem Völkerrecht, dem deutschen und ausländischen öffentlichen Recht wie auch dem Internationalen Privatrecht.
Er war einer der letzten deutschen Rechtsprofessoren, die sowohl eine Lehrbefugnis für das Völkerrecht wie auch das Internationale Privatrecht besaßen. Aus Wenglers Feder stammen mit „Völkerrecht“ (zweibändig, erschienen 1964) und „Internationales Privatrecht“ (ebenfalls zweibändig, erschienen 1981) Grundlagenwerke zu beiden Rechtsgebieten.
Wengler war Mitglied des Institut de Droit international und von 1973 bis 1975 dessen Präsident.
Für seine wissenschaftlichen Leistungen verliehen ihm die Universitäten von Thessaloniki (1972), Löwen (1978) und Coimbra (1981) die Ehrendoktorwürde.
Zum 65. Geburtstag Wenglers erschien eine zweibändige Festschrift.
Die Privatbibliothek Wenglers ging nach seinem Tode auf die Käthe und Wilhelm Wengler-Stiftung über. Die Bibliothek umfasst rund 9000 Bände (dies entspricht ca. 243 Regalmeter) mit den Schwerpunkten internationales Privatrecht, Völkerrecht und vergleichende Rechtswissenschaft. Sie befindet sich heute als Dauerleihgabe in der Rechtswissenschaftlichen Fakultät der Humboldt-Universität zu Berlin.

## Schriften
- Aufbau und Verwaltung einer auslandsrechtlichen Bibliothek als wissenschaftliche Aufgabe. In: Mitteilungen / Arbeitsgemeinschaft für Juristisches Bibliotheks- und Dokumentationswesen (AjBD) 9 (1979) S. 109–118, ISSN 0300-0990. (Zugriff am 28. April 2014.)